# Moba (stad)
Moba, voorheen Boudewijnstad (in het Nederlands) of Baudouinville (in het Frans) en later een tijdlang Kirungu, is een stad in het noordoosten van de provincie Tanganyika in de Democratische Republiek Congo. In Moba wonen voornamelijk Tabwa en de belangrijkste activiteiten van de stad zijn landbouw, visserij en goudzoeken.

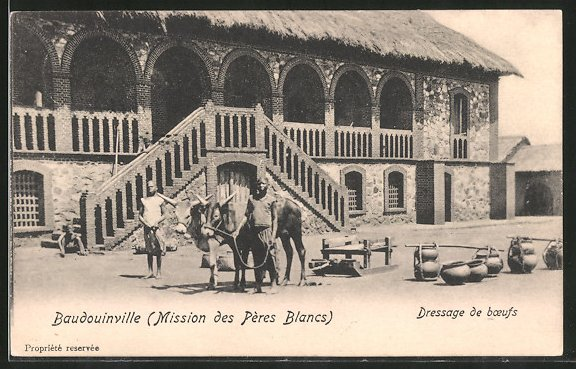
Missiepost van de Witte Paters in Moba (jaren 1920).

In 1893 werd de stad door de Witte Paters vernoemd naar prins Boudewijn van België.
De stad ligt op de westelijke oever aan de zuidkant van het Tanganyikameer, op ongeveer 140 km ten zuidoosten van de stad Kalemie. Het grootste
deel van de stad ligt vijf kilometer van het meer op een plateau 400 meter boven het meerniveau. Rondom Moba liggen steile heuvels met
ten zuidoosten de Marungu-bergketen die 1000 tot 1500 meter boven het meer uitreikt.
Er zijn geen verharde wegen die naar Moba leiden. Er zijn enkel twee zandwegen naar het westen en het zuiden. Deze zijn tijdens het regenseizoen
dan nog vaak ontoegankelijk. Ook heeft de stad pas sinds 1996 elektriciteit. Toen werd een kleine waterkrachtcentrale gebouwd die Moba
van stroom voorziet. Dit project werd gefinancierd door de Italiaanse ngo Mondo Gusto.